# JFreeChart
JFreeChart は、Javaで記述された自由ソフトウェアのグラフライブラリである。各種統計図表や関数のグラフを描くことができる。ライセンス形態は LGPL が使用されており、商業アプリケーションへの組み込みも可能である。グラフの出力形式は、Swing やJavaFXのコンポーネント、PNG や JPEG などのイメージファイル、PDF、EPS、SVG などのベクトル方式の画像フォーマットに対応している。

## JFreeChartを使った製品一覧
- JasperReports - GUIの帳票作成ツール